# Кулаков Анатолій Андрійович
Анатолій Андрійович Кулаков (нар. 8 липня 1950, село Полднєвіци Поназирівського району, тепер Костромської області, Російська Федерація) — український діяч, начальник Чутівського районного відділення Управління КДБ (СБУ) по Полтавській області, представник Рахункової палати у Верховній Раді України. Народний депутат України 2-го скликання.

## Біографія
У 1966—1967 роках — збивник тари Кобеляцького молококонсервного заводу Полтавської області. У 1967—1968 роках — учень слюсаря, слюсар Кобеляцького цукрового заводу Полтавської області.
У 1974 році закінчив Московський технологічний інститут харчової промисловості, інженер-механік, «машини і апарати харчового виробництва».
У 1974—1978 роках — заступник головного механіка, начальник цеху Кобеляцького цукрового заводу Полтавської області.
У 1979—1986 роках — оперуповноважений, старший оперуповноважений Чутівського районного відділення Управління КДБ по Полтавській області. Член КПРС.
У 1986—1994 роках — начальник Чутівського районного відділення Управління КДБ (з 1992 року — СБУ) по Полтавській області.
Народний депутат України 2-го демократичного скликання з .07.1994 (2-й тур) до .04.1998, Кобеляцький виборчий округ № 328, Полтавська область. Член Комітету з питань боротьби з організованою злочинністю та корупцією. Член депутатської групи «Незалежні».
Працював радником Голови Державного комітету України з енергозбереження.
Потім — представник Рахункової палати у Верховній Раді України.

## Звання
- полковник